# The Day of Reckoning (film 1915)
The Day of Reckoning è un cortometraggio muto del 1915 diretto da B. Reeves Eason. Prodotto dalla American Film Manufacturing Company e distribuito negli Stati Uniti attraverso la Mutual, aveva come interpreti Vivian Rich, David Lythgoe, Louise Lester, Jack Richardson, Charlotte Burton.

## Produzione
Il film fu prodotto dalla American Film Manufacturing Company.

## Distribuzione
Distribuito dalla Mutual, il film - un cortometraggio di due bobine - uscì nelle sale cinematografiche statunitensi il 19 aprile 1915.